# Bracon coriaceothoracicus
Bracon coriaceothoracicus är en stekelart som beskrevs av Granger 1949. Bracon coriaceothoracicus ingår i släktet Bracon och familjen bracksteklar. Inga underarter finns listade.